# Sven-Gunnar Larsson
Sven-Gunnar Larsson (10 de maio de 1940) é um ex-futebolista sueco que atuava como goleiro.

## Carreira
Larsson competiu na Copa do Mundo de 1970, sediada no México, na qual a seleção de seu país terminou na nona colocação dentre os 16 participantes.